# Associazione Sportiva Roma 2024-2025
Questa voce raccoglie le informazioni riguardanti l'Associazione Sportiva Roma nelle competizioni ufficiali della stagione 2024-2025.

## Stagione
Quella del 2024-2025 è la 96ª stagione nel torneo della massima serie del campionato italiano, la 73ª consecutiva in Serie A. Il calciomercato, che vede l’addio di Romelu Lukaku che andrà al Napoli, è scoppiettante: in totale vengono spesi più di 100 milioni per Enzo Le Fée dal Rennes, Mathew Ryan dall'AZ Alkmaar, Artem Dovbyk dal Girona, Samuel Dahl dal Djurgården, Saud Abdulhamid dall'Al-Hilal, Matias Soulé dalla Juventus e Kouadio Koné dal Borussia M'gladbach, più gli arrivi a parametro zero di Mario Hermoso e Mats Hummels. La stagione si apre poi con il rinnovo di Daniele De Rossi come allenatore fino al 2027 e la sua conferma. Tuttavia l'inizio di stagione è disastroso, complice anche un mercato estivo programmato in ritardo. Dopo avere ottenuto una sconfitta in casa contro l'Empoli e tre pareggi contro Cagliari, Juventus e Genoa, il 18 settembre la società esonera l'allenatore romano sostituendolo con Ivan Jurić. Il tecnico croato però non riesce a fare meglio, anzi, dopo aver collezionato soltanto quattro vittorie e ben cinque sconfitte in dodici partite, tra cui un umiliante 5-1 contro la Fiorentina ed un 1-0 in casa del modesto Elfsborg, e nel bel mezzo di una pesante contestazione della tifoseria giallorossa nei confronti di squadra e società, viene a sua volta esonerato il 10 novembre dopo l'ennesima sconfitta contro il Bologna all'Olimpico. Quattro giorni dopo viene annunciato il ritorno (per la terza volta dopo 5 anni) di Claudio Ranieri sulla panchina giallorossa. Dopo un inizio traballante caratterizzato dalle sconfitte contro Napoli (1-0) e contro Atalanta (0-2) entrambi in alta classifica, Ranieri riporta la Roma ad una roboante vittoria contro il Parma (5-0). Dopo un passo falso a Como e il passaggio del turno riuscito in Coppa Italia a scapito della Sampdoria, il club rimane imbattuto contro Milan, Lazio e Bologna a cavallo tra il 2024 e il 2025. Proprio nel derby con la Lazio quarta in classifica ottiene il punteggio migliore tornando a vincere due derby di fila in un anno solare dal 2016.
Dopo la vittoria nel derby con la Lazio, la Roma prosegue la sua risalita in campionato. Ottenuta una vittoria in casa contro il Genoa (3-1) e una fondamentale vittoria in trasferta contro l'Udinese (1-2), segnando la prima vittoria in trasferta della stagione, procede anche in Europa League, dove, nonostante una sconfitta contro l'AZ Alkmaar (1-0), la squadra trionfa contro l’Eintracht Francoforte (2-0), assicurandosi la qualificazione ai playoff.
In campionato, la Roma continua la sua striscia positiva con le vittorie in trasferta contro il Venezia e il Parma (entrambe 0-1). Nei playoff di Europa League, dopo il pareggio all’andata contro il Porto (1-1), vince al ritorno con una doppietta di Paulo Dybala (3-2), qualificandosi per gli ottavi di finale contro l'Atlético Bilbao.
Successivamente, in Serie A, la squadra continua la rincorsa alla "Zona Europa" tra febbraio e marzo, con una vittoria convincente contro il Monza (4-0) e due in rimonta per 2-1 contro il Como (2-1) e l'Atlético Bilbao (2-1) in Europa League. Vince anche contro l’Empoli (0-1), con Matías Soulé che segna il gol più veloce della stagione. Viene però eliminata al ritorno in Europa League con il risultato di 3-1, complice anche l'espulsione precoce di Mats Hummels. In campionato, riesce a conquistare altre due vittorie per 1-0 contro Cagliari e Lecce, completando un filotto di 7 vittorie consecutive in campionato per la prima volta dal 2016 che riportano la squadra giallorossa in zona Europa League. Deve, però, rinunciare fino a fine stagione a Paulo Dybala, infortunatosi contro il Cagliari, e seguono due pareggi per 1-1 contro Juventus e nel derby contro la Lazio e una vittoria per 1-0 contro il Verona, con quattro mesi consecutivi senza sconfitte in campionato. Vince per 1-0 due volte prima contro l'Inter in trasferta a San Siro e poi in casa all'Olimpico contro la Fiorentina. Quest'ultima vittoria porta la striscia a 19 partite consecutive senza sconfitte in campionato. Alla successiva giornata i giallorossi perdono per 2-1 contro l'Atalanta, ma vincono per 3-1 contro il Milan alla penultima giornata; all'ultima, la Roma conclude il campionato vincendo per 2-0 contro il Torino, che però non basta per avanzare in quarta posizione e qualificarsi alla prossima Champions League, complice il contemporaneo successo della Juventus, di una piazza superiore, per 3-2 contro il Venezia. 
La Roma conclude, quindi, il campionato con 69 punti, il miglior dato dei precedenti 7 anni, con più punti conquistati in tutta la Serie per quanto riguarda il girone di ritorno e l'anno solare 2025, e con ben 56 punti conquistati nelle 26 partite sotto la guida di Claudio Ranieri.

## Divise e sponsor
Lo sponsor tecnico è Adidas, il main sponsor è Riyadh Season, mentre il back sponsor è Auberge Resorts.
| Casa | Trasferta | Terza divisa |

## Organigramma societario
Di seguito l'organigramma societario.
Area direttiva
- Presidente: Dan Friedkin
- Vicepresidente esecutivo: Ryan Friedkin
- Chief Executive Officer: carica vacante[11][12]
- Chief Administrative Officer e General Counsel: Lorenzo Vitali
- Chief Football Operating Officer: Maurizio Lombardo
- Consiglieri: Marc Watts, Eric Williamson
- General Manager: Florent Ghisolfi
- Direttore Sportivo: Simone Ricchio

Area tecnica
- Allenatore: Daniele De Rossi, dal 18 settembre Ivan Jurić, dal 14 novembre Claudio Ranieri
- Allenatore in seconda: Guillermo Giacomazzi, dal 18 settembre Matteo Paro, dal 14 novembre Paolo Benetti
- Assistente tecnico: Enrico Iodice, Emanuele Mancini, dal 18 settembre Stjepan Ostojić, dal 14 novembre Sergio Spalla
- Match analyst: Francesco Checcucci, Simone Beccaccioli, dal 24 settembre Michele Salzarulo
- Preparatore dei portieri: Simone Farelli
- Preparatore atletico: Gianni Brignardello, dal 18 settembre Paolo Barbero, dal 14 novembre Carlo Spignoli, Massimo Catalano

## Rosa
Di seguito la rosa (numerazione aggiornate al 18 gennaio 2025).
| N. |                           | Ruolo | Calciatore                    |
| -- | ------------------------- | ----- | ----------------------------- |
| 2  | Paesi Bassi (bandiera)    | D     | Devyne Rensch                 |
| 3  | Spagna (bandiera)         | D     | Angeliño                      |
| 4  | Italia (bandiera)         | C     | Bryan Cristante               |
| 5  | Costa d'Avorio (bandiera) | D     | Evan N'Dicka                  |
| 7  | Italia (bandiera)         | C     | Lorenzo Pellegrini (capitano) |
| 9  | Inghilterra (bandiera)    | A     | Tammy Abraham                 |
| 11 | Ucraina (bandiera)        | A     | Artem Dovbyk                  |
| 12 | Arabia Saudita (bandiera) | D     | Saud Abdulhamid               |
| 14 | Uzbekistan (bandiera)     | A     | Eldor Shomurodov              |
| 15 | Germania (bandiera)       | D     | Mats Hummels                  |
| 16 | Argentina (bandiera)      | C     | Leandro Paredes               |
| 17 | Francia (bandiera)        | C     | Manu Koné                     |
| 18 | Argentina (bandiera)      | A     | Matías Soulé                  |
| 19 | Turchia (bandiera)        | D     | Zeki Çelik                    |
| 21 | Argentina (bandiera)      | A     | Paulo Dybala                  |

| N. |                        | Ruolo | Calciatore                       |
| -- | ---------------------- | ----- | -------------------------------- |
| 22 | Spagna (bandiera)      | D     | Mario Hermoso                    |
| 23 | Italia (bandiera)      | D     | Gianluca Mancini (vice capitano) |
| 25 | Danimarca (bandiera)   | D     | Victor Nelsson                   |
| 26 | Svezia (bandiera)      | D     | Samuel Dahl                      |
| 27 | Francia (bandiera)     | D     | Lucas Gourna-Douath              |
| 28 | Francia (bandiera)     | C     | Enzo Le Fée                      |
| 34 | Paesi Bassi (bandiera) | D     | Anass Salah-Eddine               |
| 35 | Italia (bandiera)      | A     | Tommaso Baldanzi                 |
| 56 | Belgio (bandiera)      | C     | Alexis Saelemaekers              |
| 59 | Polonia (bandiera)     | C     | Nicola Zalewski                  |
| 61 | Italia (bandiera)      | C     | Niccolò Pisilli                  |
| 92 | Italia (bandiera)      | A     | Stephan El Shaarawy              |
| 95 | Italia (bandiera)      | P     | Pierluigi Gollini                |
| 98 | Australia (bandiera)   | P     | Mathew Ryan                      |
| 99 | Serbia (bandiera)      | P     | Mile Svilar                      |

## Calciomercato

### Sessione estiva(dal 1/7 al 1/9)
| Acquisti         | Acquisti            | Acquisti            | Acquisti                          |
| R.               | Nome                | da                  | Modalità                          |
| ---------------- | ------------------- | ------------------- | --------------------------------- |
| P                | Mathew Ryan         |                     | svincolato                        |
| D                | Angeliño            | RB Lipsia           | riscatto prestito (5,2 milioni €) |
| D                | Samuel Dahl         | Djurgården          | definitivo (4,3 milioni €)        |
| D                | Saud Abdulhamid     | Al-Hilal            | definitivo (2,5 milioni €)        |
| C                | Enzo Le Fée         | Rennes              | definitivo (23 milioni €)         |
| C                | Alexis Saelemaekers | Milan               | prestito                          |
| C                | Manu Koné           | Borussia M'gladbach | prestito con obbligo di riscatto  |
| A                | Artem Dovbyk        | Girona              | definitivo (30,5 milioni €)       |
| A                | Matías Soulé        | Juventus            | definitivo (25,6 milioni €)       |
| Altre operazioni |                     |                     |                                   |
| R.               | Nome                | da                  | Modalità                          |
| P                | Davide Mastrantonio | Pro Vercelli        | fine prestito                     |
| D                | Buba Sangaré        | Levante             | definitivo (1,5 milioni €)        |
| D                | Marash Kumbulla     | Sassuolo            | fine prestito                     |
| C                | Ebrima Darboe       | Sampdoria           | fine prestito                     |
| A                | Andrea Belotti      | Fiorentina          | fine prestito                     |
| A                | Eldor Shomurodov    | Cagliari            | fine prestito                     |
| A                | Ola Solbakken       | Urawa Reds          | fine prestito                     |

| Cessioni         | Cessioni            | Cessioni            | Cessioni                         |
| R.               | Nome                | a                   | Modalità                         |
| ---------------- | ------------------- | ------------------- | -------------------------------- |
| P                | Rui Patrício        |                     | svincolato                       |
| D                | Rasmus Kristensen   | Leeds Utd           | fine prestito                    |
| D                | Diego Llorente      | Leeds Utd           | fine prestito                    |
| D                | Leonardo Spinazzola |                     | svincolato                       |
| D                | Dean Huijsen        | Juventus            | fine prestito                    |
| D                | Rick Karsdorp       |                     | rescissione consensuale          |
| D                | Chris Smalling      | Al-Fayha            | definitivo                       |
| C                | Renato Sanches      | Paris Saint-Germain | fine prestito                    |
| C                | Houssem Aouar       | Al-Ittihad          | definitivo (12 milioni €)        |
| C                | Edoardo Bove        | Fiorentina          | prestito con diritto di riscatto |
| A                | Sardar Azmoun       | Bayer Leverkusen    | fine prestito                    |
| A                | Romelu Lukaku       | Chelsea             | fine prestito                    |
| A                | Tammy Abraham       | Milan               | prestito                         |
| Altre Operazioni |                     |                     |                                  |
| R.               | Nome                | a                   | Modalità                         |
| P                | Pietro Boer         | Pianese             | prestito                         |
| P                | Davide Mastrantonio | Milan Futuro        | prestito con diritto di riscatto |
| D                | Jan Oliveras        | Dinamo Zagabria     | prestito                         |
| D                | Marash Kumbulla     | Espanyol            | prestito                         |
| C                | Riccardo Pagano     | Catanzaro           | prestito con diritto di riscatto |
| C                | Ebrima Darboe       | Frosinone           | prestito                         |
| A                | Andrea Belotti      | Como                | definitivo (4,5 milioni €)       |
| A                | Luigi Cherubini     | Carrarese           | prestito                         |
| A                | Ola Solbakken       | Empoli              | prestito con diritto di riscatto |
| A                | João Costa          | Al-Ettifaq          | definitivo (9 milioni €)         |

### Operazioni esterne alle finestre di calciomercato
| Acquisti | Acquisti      | Acquisti | Acquisti   |
| R.       | Nome          | da       | Modalità   |
| -------- | ------------- | -------- | ---------- |
| D        | Mario Hermoso |          | svincolato |
| D        | Mats Hummels  |          | svincolato |

| Cessioni | Cessioni | Cessioni | Cessioni |
| R.       | Nome     | a        | Modalità |
| -------- | -------- | -------- | -------- |

### Sessione invernale(dal 2/1 al 3/2)
| Acquisti         | Acquisti            | Acquisti     | Acquisti                         |
| R.               | Nome                | da           | Modalità                         |
| ---------------- | ------------------- | ------------ | -------------------------------- |
| P                | Pierluigi Gollini   | Atalanta     | definitivo (800 mila €)          |
| D                | Devyne Rensch       | Ajax         | definitivo (5 milioni €)         |
| D                | Victor Nelsson      | Galatasaray  | prestito con diritto di riscatto |
| D                | Anass Salah-Eddine  | Twente       | definitivo (8 milioni €)         |
| C                | Lucas Gourna-Douath | Salisburgo   | prestito con diritto di riscatto |
| Altre operazioni |                     |              |                                  |
| R.               | Nome                | da           | Modalità                         |
| P                | Davide Mastrantonio | Milan Futuro | fine prestito                    |

| Cessioni         | Cessioni            | Cessioni         | Cessioni                          |
| R.               | Nome                | a                | Modalità                          |
| ---------------- | ------------------- | ---------------- | --------------------------------- |
| P                | Mathew Ryan         | Lens             | definitivo (800 mila €)           |
| D                | Mario Hermoso       | Bayer Leverkusen | prestito                          |
| D                | Samuel Dahl         | Benfica          | prestito con diritto di riscatto  |
| C                | Enzo Le Fée         | Sunderland       | prestito con obbligo condizionato |
| C                | Nicola Zalewski     | Inter            | prestito con diritto di riscatto  |
| Altre operazioni |                     |                  |                                   |
| R.               | Nome                | a                | Modalità                          |
| P                | Davide Mastrantonio | Triestina        | prestito                          |

## Risultati

### Serie A

#### Girone di andata
| Cagliari 18 agosto 2024, ore 20:45 CEST 1ª giornata | Cagliari           | 0 – 0 referto | Roma | Unipol Domus (16 261 spett.)\| Arbitro: \| Marinelli (Tivoli) \| |
| Arbitro:                                            | Marinelli (Tivoli) |               |      |                                                                  |

| Arbitro: | Zufferli (Udine) |

|                |           |                              |
| Shomurodov 80’ | Marcatori | 45’ Gyasi 61’ (rig.) Colombo |

| Torino 1º settembre 2024, ore 20:45 CEST 3ª giornata | Juventus                 | 0 – 0 referto | Roma | Juventus Stadium (41 375 spett.)\| Arbitro: \| Guida (Torre Annunziata) \| |
| Arbitro:                                             | Guida (Torre Annunziata) |               |      |                                                                            |

| Arbitro: | Giua (Olbia) |

|                 |           |            |
| De Winter 90+6’ | Marcatori | 37’ Dovbyk |

| Arbitro: | Feliciani (Teramo) |

|                                           |           |  |
| Dovbyk 19’ Dybala 49’ (rig.) Baldanzi 70’ | Marcatori |  |

| Arbitro: | Abisso (Palermo) |

|                           |           |                |
| Cristante 75’ Pisilli 83’ | Marcatori | 44’ Pohjanpalo |

| Arbitro: | La Penna (Roma 1) |

|          |           |            |
| Mota 70’ | Marcatori | 61’ Dovbyk |

| Arbitro: | Massa (Imperia) |

|  |           |              |
|  | Marcatori | 60’ Martínez |

| Arbitro: | Sozza (Seregno) |

|                                                             |           |          |
| Kean 9’, 41’ Beltrán 17’ (rig.) Bove 52’ Hummels 71’ (aut.) | Marcatori | 39’ Koné |

| Arbitro: | Fabbri (Ravenna) |

|            |           |  |
| Dybala 20’ | Marcatori |  |

| Arbitro: | Marcenaro (Genova) |

|                                       |           |                      |
| Tengstedt 13’ Magnani 34’ Harroui 88’ | Marcatori | 28’ Soulé 53’ Dovbyk |

| Arbitro: | Manganiello (Pinerolo) |

|                      |           |                                      |
| El Shaarawy 63’, 82’ | Marcatori | 25’ Castro 66’ Orsolini 77’ Karlsson |

| Arbitro: | Massa (Imperia) |

|            |           |  |
| Lukaku 54’ | Marcatori |  |

| Arbitro: | Guida (Torre Annunziata) |

|  |           |                         |
|  | Marcatori | 69’ De Roon 88’ Zaniolo |

| Arbitro: | Chiffi (Padova) |

|                                                   |           |                     |
| Saelemaekers 13’ Mancini 59’ Pisilli 66’ Koné 86’ | Marcatori | 40’ (rig.) Krstović |

| Arbitro: | Rapuano (Rimini) |

|                             |           |  |
| Gabrielloni 90+3’ Paz 90+7’ | Marcatori |  |

| Arbitro: | Di Bello (Brindisi) |

|                                                                      |           |  |
| Dybala 8’ (rig.), 51’ Saelemaekers 13’ Paredes 74’ (rig.) Dovbyk 83’ | Marcatori |  |

| Arbitro: | Fabbri (Ravenna) |

|               |           |            |
| Reijnders 16’ | Marcatori | 23’ Dybala |

| Arbitro: | Pairetto (Nichelino) |

|                                 |           |  |
| Pellegrini 10’ Saelemaekers 18’ | Marcatori |  |

#### Girone di ritorno
| Arbitro: | Abisso (Palermo) |

|                                  |           |                                      |
| Dallinga 61’ Ferguson 65’ (rig.) | Marcatori | 58’ Saelemaekers 90+8’ (rig.) Dovbyk |

| Arbitro: | Zufferli (Udine) |

|                                             |           |            |
| Dovbyk 25’ El Shaarawy 60’ Leali 73’ (aut.) | Marcatori | 33’ Masini |

| Arbitro: | Sozza (Seregno) |

|           |           |                                         |
| Lucca 38’ | Marcatori | 50’ (rig.) Pellegrini 64’ (rig.) Dovbyk |

| Arbitro: | Fabbri (Ravenna) |

|                |           |                |
| Angeliño 90+2’ | Marcatori | 29’ Spinazzola |

| Arbitro: | Zufferli (Udine) |

|  |           |                   |
|  | Marcatori | 57’ (rig.) Dybala |

| Arbitro: | Chiffi (Padova) |

|  |           |           |
|  | Marcatori | 33’ Soulé |

| Arbitro: | Maresca (Napoli) |

|                                                            |           |  |
| Saelemaekers 10’ Shomurodov 32’ Angeliño 73’ Cristante 88’ | Marcatori |  |

| Arbitro: | Pairetto (Nichelino) |

|                             |           |              |
| Saelemaekers 61’ Dovbyk 76’ | Marcatori | 44’ Da Cunha |

| Arbitro: | Di Bello (Brindisi) |

|  |           |          |
|  | Marcatori | 1’ Soulé |

| Arbitro: | Piccinini (Forlì) |

|            |           |  |
| Dovbyk 62’ | Marcatori |  |

| Arbitro: | Manganiello (Pinerolo) |

|  |           |            |
|  | Marcatori | 80’ Dovbyk |

| Arbitro: | Colombo (Como) |

|                |           |               |
| Shomurodov 49’ | Marcatori | 40’ Locatelli |

| Arbitro: | Sozza (Seregno) |

|               |           |           |
| Romagnoli 47’ | Marcatori | 69’ Soulé |

| Arbitro: | Pairetto (Nichelino) |

|               |           |  |
| Shomurodov 4’ | Marcatori |  |

| Arbitro: | Fabbri (Ravenna) |

|  |           |           |
|  | Marcatori | 22’ Soulé |

| Arbitro: | Chiffi (Padova) |

|              |           |  |
| Dovbyk 45+5’ | Marcatori |  |

| Arbitro: | Sozza (Seregno) |

|                         |           |               |
| Lookman 9’ Sulemana 76’ | Marcatori | 32’ Cristante |

| Arbitro: | Piccinini (Forlì) |

|                                      |           |                |
| Mancini 3’ Paredes 58’ Cristante 87’ | Marcatori | 39’ João Félix |

| Arbitro: | Di Bello (Brindisi) |

|  |           |                                     |
|  | Marcatori | 18’ (rig.) Paredes 53’ Saelemaekers |

### Coppa Italia

#### Fase finale
| Arbitro: | Dionisi (L'Aquila) |

|                                            |           |           |
| Dovbyk 9’, 19’ Baldanzi 24’ Shomurodov 79’ | Marcatori | 61’ Yepes |

| Arbitro: | Piccinini (Forlì) |

|                                 |           |            |
| Abraham 16’, 42’ João Félix 71’ | Marcatori | 54’ Dovbyk |

### UEFA Europa League

#### Fase campionato
| Arbitro: | Kabakov |

|            |           |                |
| Dovbyk 32’ | Marcatori | 85’ A. Paredes |

| Arbitro: | Tohver |

|                   |           |  |
| Baidoo 44’ (rig.) | Marcatori |  |

| Arbitro: | Gözübüyük |

|                   |           |  |
| Dovbyk 23’ (rig.) | Marcatori |  |

| Arbitro: | Brisard |

|                  |           |             |
| Mac Allister 77’ | Marcatori | 62’ Mancini |

| Arbitro: | Nyberg |

|                           |           |                           |
| Son 5’ (rig.) Johnson 33’ | Marcatori | 20’ N'Dicka 90+1’ Hummels |

| Arbitro: | Siebert |

|                                             |           |  |
| Pellegrini 10’ Abdulhamid 47’ Hermoso 90+1’ | Marcatori |  |

| Arbitro: | Peljto |

|             |           |  |
| Parrott 80’ | Marcatori |  |

| Arbitro: | Obrenovič |

|                             |           |  |
| Angeliño 44’ Shomurodov 69’ | Marcatori |  |

#### Fase a eliminazione diretta
| Arbitro: | Stieler |

|           |           |             |
| Moura 67’ | Marcatori | 45+5’ Çelik |

| Arbitro: | Letexier |

|                             |           |                                  |
| Dybala 35’, 39’ Pisilli 83’ | Marcatori | 27’ Aghehowa 90+6’ (aut.) Rensch |

| Arbitro: | Schärer |

|                               |           |                 |
| Angeliño 56’ Shomurodov 90+3’ | Marcatori | 50’ I. Williams |

| Arbitro: | Turpin |

|                                      |           |                      |
| N. Williams 45+3’, 82’ Berchiche 68’ | Marcatori | 90+3’ (rig.) Paredes |

## Statistiche

### Statistiche di squadra
Statistiche aggiornate al 18 maggio 2025.
| Competizione  | Punti | In casa | In casa | In casa | In casa | In casa | In casa | In trasferta | In trasferta | In trasferta | In trasferta | In trasferta | In trasferta | Totale | Totale | Totale | Totale | Totale | Totale | DR  |
| Competizione  | Punti | G       | V       | N       | P       | Gf      | Gs      | G            | V            | N            | P            | Gf           | Gs           | G      | V      | N      | P      | Gf     | Gs     | DR  |
| ------------- | ----- | ------- | ------- | ------- | ------- | ------- | ------- | ------------ | ------------ | ------------ | ------------ | ------------ | ------------ | ------ | ------ | ------ | ------ | ------ | ------ | --- |
| Serie A       | 69    | 19      | 13      | 2       | 4       | 37      | 15      | 19           | 7            | 7            | 5            | 19           | 20           | 38     | 20     | 9      | 9      | 56     | 35     | +21 |
| Coppa Italia  | -     | 1       | 1       | 0       | 0       | 4       | 1       | 1            | 0            | 0            | 1            | 1            | 3            | 2      | 1      | 0      | 1      | 5      | 4      | +1  |
| Europa League | 12    | 6       | 5       | 1       | 0       | 12      | 4       | 6            | 0            | 3            | 3            | 5            | 9            | 12     | 5      | 4      | 3      | 17     | 13     | +4  |
| Totale        | -     | 26      | 19      | 3       | 4       | 53      | 20      | 26           | 7            | 10           | 9            | 25           | 32           | 52     | 26     | 13     | 13     | 78     | 52     | +26 |

### Andamento in campionato
| Giornata  | 1 | 2  | 3  | 4  | 5 | 6 | 7 | 8  | 9  | 10 | 11 | 12 | 13 | 14 | 15 | 16 | 17 | 18 | 19 | 20 | 21 | 22 | 23 | 24 | 25 | 26 | 27 | 28 | 29 | 30 | 31 | 32 | 33 | 34 | 35 | 36 | 37 | 38 |
| --------- | - | -- | -- | -- | - | - | - | -- | -- | -- | -- | -- | -- | -- | -- | -- | -- | -- | -- | -- | -- | -- | -- | -- | -- | -- | -- | -- | -- | -- | -- | -- | -- | -- | -- | -- | -- | -- |
| Luogo     | T | C  | T  | T  | C | C | T | C  | T  | C  | T  | C  | T  | C  | C  | T  | C  | T  | C  | T  | C  | T  | C  | T  | T  | C  | C  | T  | C  | T  | C  | T  | C  | T  | C  | T  | C  | T  |
| Risultato | N | P  | N  | N  | V | V | N | P  | P  | V  | P  | P  | P  | P  | V  | P  | V  | N  | V  | N  | V  | V  | N  | V  | V  | V  | V  | V  | V  | V  | N  | N  | V  | V  | V  | P  | V  | V  |
| Posizione | 5 | 15 | 15 | 14 | 9 | 9 | 8 | 10 | 11 | 10 | 12 | 12 | 12 | 15 | 11 | 12 | 10 | 10 | 10 | 10 | 9  | 9  | 9  | 9  | 9  | 9  | 8  | 7  | 7  | 6  | 7  | 7  | 7  | 6  | 4  | 6  | 5  | 5  |

Legenda:

Luogo: C = Casa; T = Trasferta. Risultato: V = Vittoria; N = Pareggio; P = Sconfitta.

### Statistiche dei giocatori
Aggiornata al 25 maggio 2025
| Giocatore        | Serie A  | Serie A | Serie A     | Serie A    | Coppa Italia | Coppa Italia | Coppa Italia | Coppa Italia | Europa League | Europa League | Europa League | Europa League | Totale   | Totale | Totale      | Totale     |
| Giocatore        | Presenze | Reti    | Ammonizioni | Espulsioni | Presenze     | Reti         | Ammonizioni  | Espulsioni   | Presenze      | Reti          | Ammonizioni   | Espulsioni    | Presenze | Reti   | Ammonizioni | Espulsioni |
| ---------------- | -------- | ------- | ----------- | ---------- | ------------ | ------------ | ------------ | ------------ | ------------- | ------------- | ------------- | ------------- | -------- | ------ | ----------- | ---------- |
| S. Abdulhamid    | 4        | 0       | 0           | 0          | 0            | 0            | 0            | 0            | 4             | 1             | 0             | 0             | 8        | 1      | 0           | 0          |
| T. Abraham       | 1        | 0       | 0           | 0          | 0            | 0            | 0            | 0            | 0             | 0             | 0             | 0             | 1        | 0      | 0           | 0          |
| Angeliño         | 38       | 2       | 1           | 0          | 2            | 0            | 0            | 0            | 11            | 2             | 1             | 0             | 51       | 4      | 2           | 0          |
| T. Baldanzi      | 31       | 1       | 2           | 0          | 1            | 1            | 0            | 0            | 9             | 0             | 2             | 0             | 41       | 2      | 4           | 0          |
| Z. Çelik         | 31       | 0       | 5           | 0          | 2            | 0            | 0            | 0            | 10            | 1             | 2             | 0             | 43       | 1      | 7           | 0          |
| B. Cristante     | 30       | 4       | 8           | 0          | 0            | 0            | 0            | 0            | 8             | 0             | 2             | 1             | 38       | 4      | 10          | 1          |
| S. Dahl          | 2        | 0       | 0           | 0          | 1            | 0            | 0            | 0            | 0             | 0             | 0             | 0             | 3        | 0      | 0           | 0          |
| G. De Marzi      | 0        | 0       | 0           | 0          | 0            | 0            | 0            | 0            | 0             | 0             | 0             | 0             | 0        | 0      | 0           | 0          |
| A. Dovbyk        | 32       | 12      | 0           | 0          | 2            | 3            | 0            | 0            | 11            | 2             | 1             | 0             | 45       | 17     | 1           | 0          |
| P. Dybala        | 24       | 6       | 2           | 0          | 1            | 0            | 0            | 0            | 11            | 2             | 2             | 0             | 36       | 8      | 4           | 0          |
| S. El Shaarawy   | 31       | 3       | 2           | 0          | 1            | 0            | 0            | 0            | 9             | 0             | 0             | 0             | 41       | 3      | 2           | 0          |
| P. Gollini       | 0        | 0       | 0           | 0          | 0            | 0            | 0            | 0            | 0             | 0             | 0             | 0             | 0        | 0      | 0           | 0          |
| L. Gourna-Douath | 6        | 0       | 2           | 0          | 0            | 0            | 0            | 0            | 0             | 0             | 0             | 0             | 6        | 0      | 2           | 0          |
| M. Hermoso       | 8        | 0       | 2           | 1          | 1            | 0            | 0            | 0            | 4             | 1             | 0             | 0             | 13       | 1      | 2           | 1          |
| M. Hummels       | 14       | 0       | 1           | 0          | 1            | 0            | 0            | 0            | 5             | 1             | 2             | 1             | 20       | 1      | 3           | 1          |
| M. Koné          | 34       | 2       | 6           | 0          | 1            | 0            | 1            | 0            | 10            | 0             | 2             | 0             | 45       | 2      | 9           | 0          |
| E. Le Fée        | 6        | 0       | 1           | 0          | 1            | 0            | 0            | 0            | 3             | 0             | 0             | 0             | 10       | 0      | 1           | 0          |
| G. Mancini       | 37       | 2       | 8           | 0          | 0            | 0            | 0            | 0            | 9             | 1             | 0             | 0             | 46       | 3      | 8           | 0          |
| V. Nelsson       | 4        | 0       | 0           | 0          | 1            | 0            | 0            | 0            | 0             | 0             | 0             | 0             | 5        | 0      | 0           | 0          |
| E. N'Dicka       | 38       | 0       | 2           | 0          | 2            | 0            | 0            | 0            | 11            | 1             | 0             | 0             | 51       | 1      | 2           | 0          |
| L. Paredes       | 22       | 3       | 4           | 0          | 2            | 0            | 0            | 0            | 8             | 1             | 4             | 0             | 32       | 4      | 8           | 0          |
| L. Pellegrini    | 25       | 2       | 4           | 0          | 2            | 0            | 0            | 0            | 7             | 1             | 1             | 0             | 34       | 3      | 5           | 0          |
| N. Pisilli       | 28       | 2       | 7           | 0          | 2            | 0            | 1            | 0            | 11            | 1             | 0             | 0             | 41       | 3      | 8           | 0          |
| D. Rensch        | 14       | 0       | 0           | 0          | 1            | 0            | 0            | 0            | 3             | 0             | 1             | 0             | 18       | 0      | 1           | 0          |
| M. Ryan          | 0        | 0       | 0           | 0          | 1            | -1           | 0            | 0            | 0             | 0             | 0             | 0             | 1        | -1     | 0           | 0          |
| A. Saelemaekers  | 22       | 7       | 4           | 0          | 2            | 0            | 0            | 0            | 7             | 0             | 3             | 0             | 31       | 7      | 7           | 0          |
| A. Salah-Eddine  | 3        | 0       | 0           | 0          | 0            | 0            | 0            | 0            | 0             | 0             | 0             | 0             | 3        | 0      | 0           | 0          |
| B. Sangaré       | 0        | 0       | 0           | 0          | 0            | 0            | 0            | 0            | 0             | 0             | 0             | 0             | 0        | 0      | 0           | 0          |
| E. Shomurodov    | 27       | 4       | 1           | 0          | 2            | 1            | 0            | 0            | 8             | 2             | 2             | 0             | 37       | 7      | 3           | 0          |
| M. Soulé         | 27       | 5       | 3           | 0          | 1            | 0            | 0            | 0            | 11            | 0             | 1             | 0             | 39       | 5      | 4           | 0          |
| M. Svilar        | 38       | -35     | 1           | 0          | 1            | -3           | 0            | 0            | 12            | -13           | 1             | 0             | 51       | -51    | 2           | 0          |
| N. Zalewski      | 12       | 0       | 0           | 0          | 1            | 0            | 0            | 0            | 4             | 0             | 0             | 0             | 17       | 0      | 0           | 0          |

## Giovanili

### Organigramma
- Responsabile Settore Giovanile: Bruno Conti

Primavera
- Allenatore: Gianluca Falsini

#### Giovanili
Under 18
- Allenatore: Marco Ciaralli

Under 17
- Allenatore: Alessandro Toti

Under 16
- Allenatore: Mattia Scala

Under 15
- Allenatore: Mirko Trombetti

### Piazzamenti

#### Primavera
- Campionato: 1º. Semifinalista nella Fase finale.
- Coppa Italia: Ottavi di finale

#### Under 18
- Campionato: 1º. Finalista nella Fase finale.

#### Under 17
- Campionato: 1º. Quarti di finale nella Fase finale.

#### Under 16
- Campionato: 2º. Semifinalista nella Fase finale.

#### Under 15
- Campionato: 2º. Quarti di finale nella Fase finale.

#### Under 14 Elìte Regionali
- Campionato: 1º. Finalista nella Fase finale.